# Фрамри
Фрамри́ (фр. Frameries, валлон. Framriye) — коммуна в Валлонии, расположенная в провинции Эно, округ Монс. Принадлежит Французскому языковому сообществу Бельгии. На площади 25,95 км² проживают 20 646 человек (плотность населения — 796 чел./км²), из которых 47,27 % — мужчины и 52,73 % — женщины. Средний годовой доход на душу населения в 2003 году составлял 11 092 евро.
Почтовый код: 7080. Телефонный код: 065.